# Los Cedros, Veracruz
Los Cedros är en ort i Mexiko.   Den ligger i kommunen Naolinco och delstaten Veracruz, i den sydöstra delen av landet, 240 km öster om huvudstaden Mexico City. Los Cedros ligger 1 494 meter över havet och antalet invånare är 182.
Terrängen runt Los Cedros är huvudsakligen kuperad, men åt nordost är den bergig. Terrängen runt Los Cedros sluttar söderut. Runt Los Cedros är det ganska tätbefolkat, med 100 invånare per kvadratkilometer. Närmaste större samhälle är Xalapa, 17,2 km sydväst om Los Cedros. I omgivningarna runt Los Cedros växer huvudsakligen savannskog.